# Готтардський масив
Готтардський масив або Сент-Готтардський масив (нім. Gotthardmassiv, італ. Massiccio del San Gottardo, ромш. Munt Avellin, фр. Massif du Saint-Gothard) — гірський масив у Швейцарських Альпах, регіон Центральна Швейцарія. 
Названий на честь Готтардського перевалу, який, у свою чергу, носить ім'я св. Готтгарда з Гільдесгайма.
Гірський масив Готтард лежить на кордоні кантонів Граубюнден, Тічино, Вале та Урі.

## Термін Готтардський масив
Готтардський масив — спочатку петрологічно-тектонічний термін (масив компактної гірської маси), який був введений у ранніх геологічних альпійських дослідженнях на початку XIX століття.
Оскільки геоморфологія також використовує термін масив (у значенні чітко окресленого, погано структурованого гірського утворення), цей термін також знайшов своє застосування в інших спеціалізованих областей. 
Масив утворює серце Центральних Альп; звідси чотири головні альпійські річки (Рейн, Ройс-Ааре, Рона, Тічино) течуть у всіх напрямках і утворюють орографічні фундаментальні частини Альпійської дуги.
Навіть згідно традиційної швейцарської практики називати гірські групи в Альпах за кантонами, гірський масив займає особливе положення, так що назва стала загальною в географії країни.

## Розмежування та класифікація
Залежно від географічної концепції межі та класифікація Готтардського масиву розглядаються по-різному.

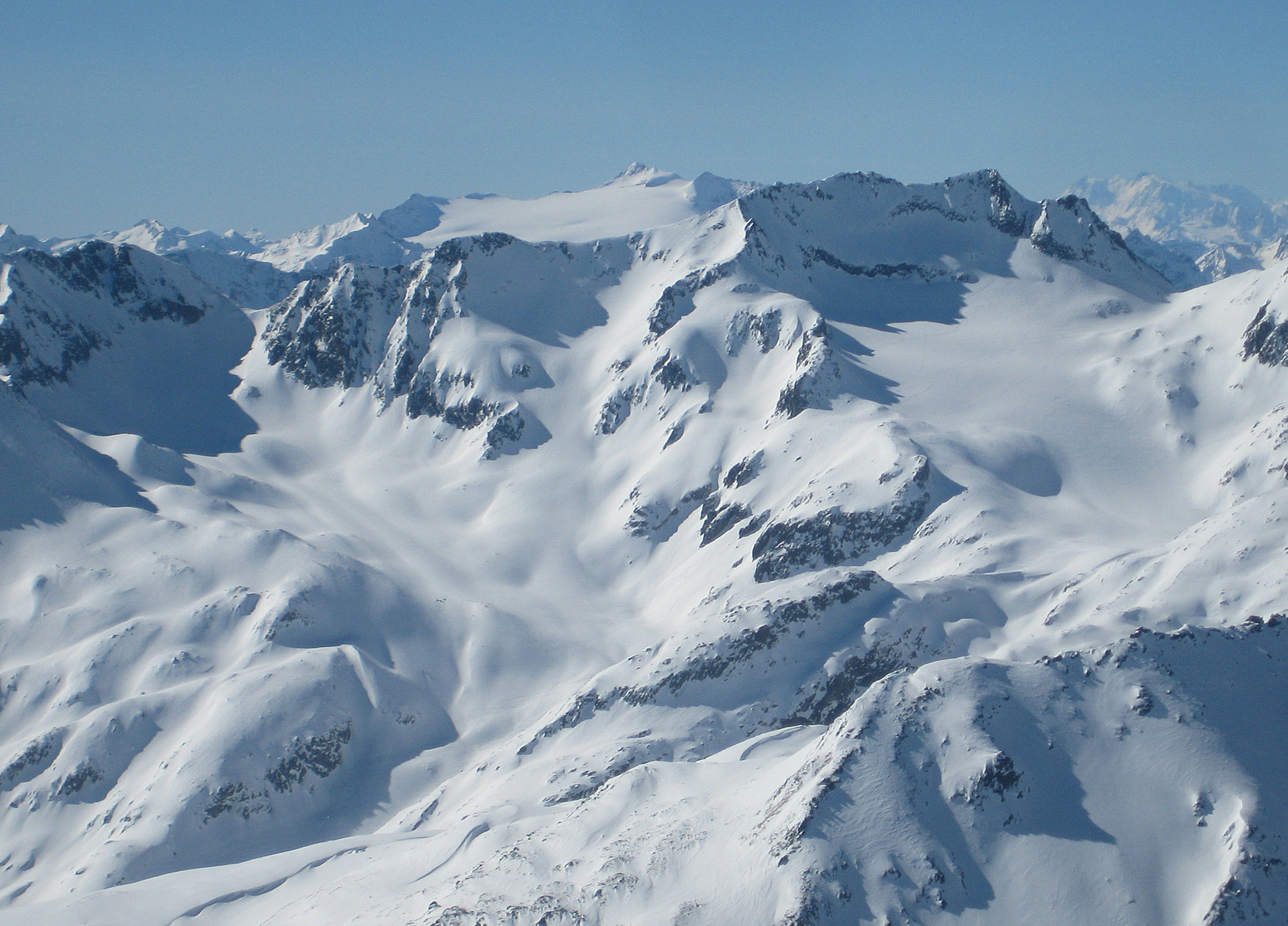
Ядро східної частини масиву Готтард з Піццо-Чентрале (вигляд на південний захід)

Те, що є відносно послідовним у всіх просторових моделях, так це центральна зона, яка має 20 км між перевалом Фурка (2429 м н.р.м.) на заході через Готтардський перевал (2106 м н.р.м.) до перевалу Оберальп (2044 м н.р.м.) на північному сході, а також від Муттенгернер (3099 м н.р.м.) і до Піццо-Чентрале (2999   м н.р.м.).

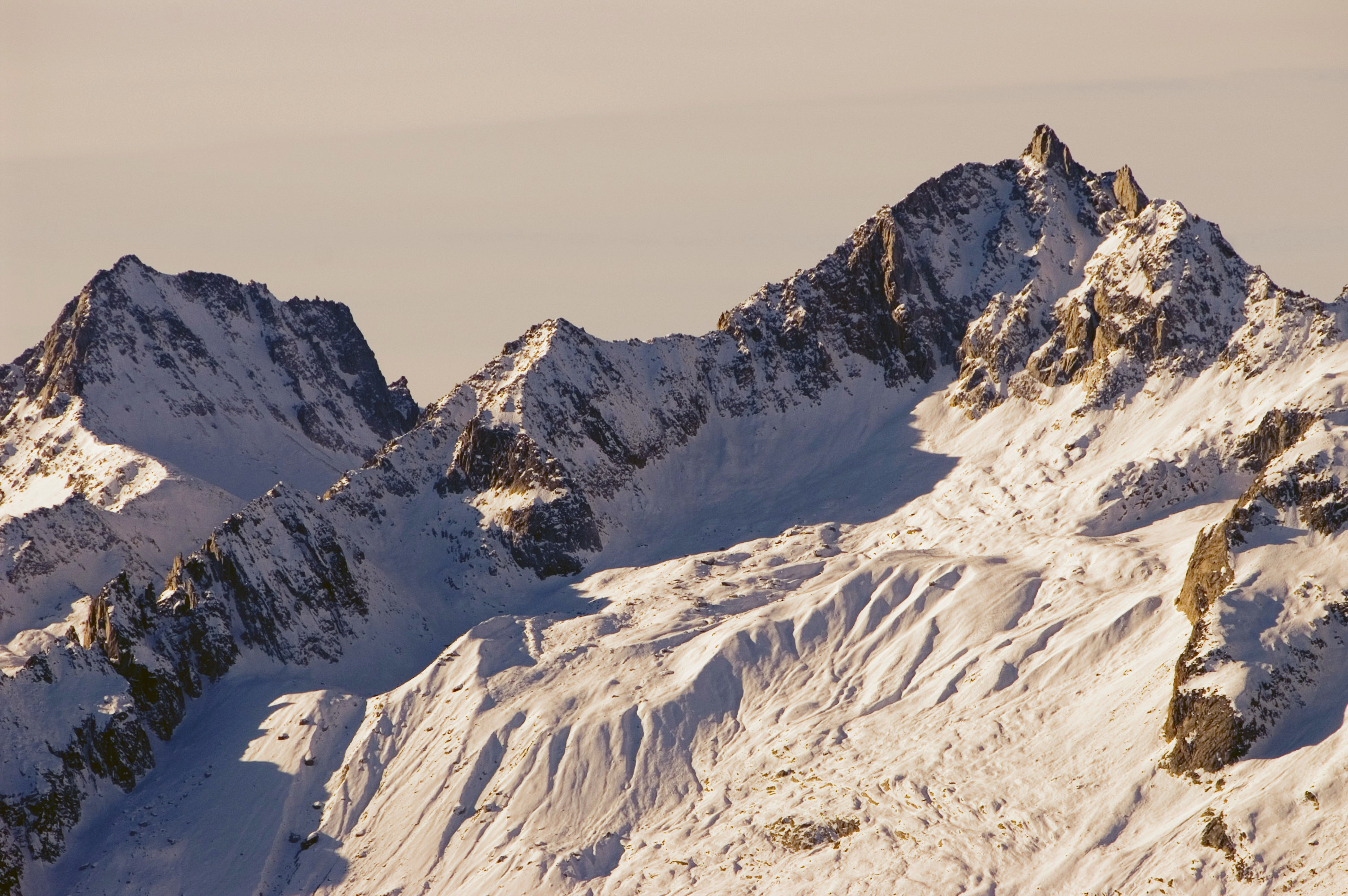
Піццо-Ротондо

На заході, з орографічної точки зору, межу можна продовжити до перевалу Нуфенен (2478 м н.р.м.), що робить Піццо-Ротондо  (3192 м н.р.м.) найвищою точкою. 
З точки зору геології, масив простягається до Бріг-Гліс у Верхньому Вале, тому група Монте-Леоне (у ширшому розумінні група Сімплон) також простягається до перевалу Сімплон (2009 м н.р.м.) з Монте-Леоне  (3552  м н.р.м.) у цій групі, яка потім простягається далеко в італійську територію аж до Домодоссоли. 
Сучасні концепції альпійської структури мають на увазі розширені межі Монте-Леоне–Сен-Готтард (SOIUSA). 

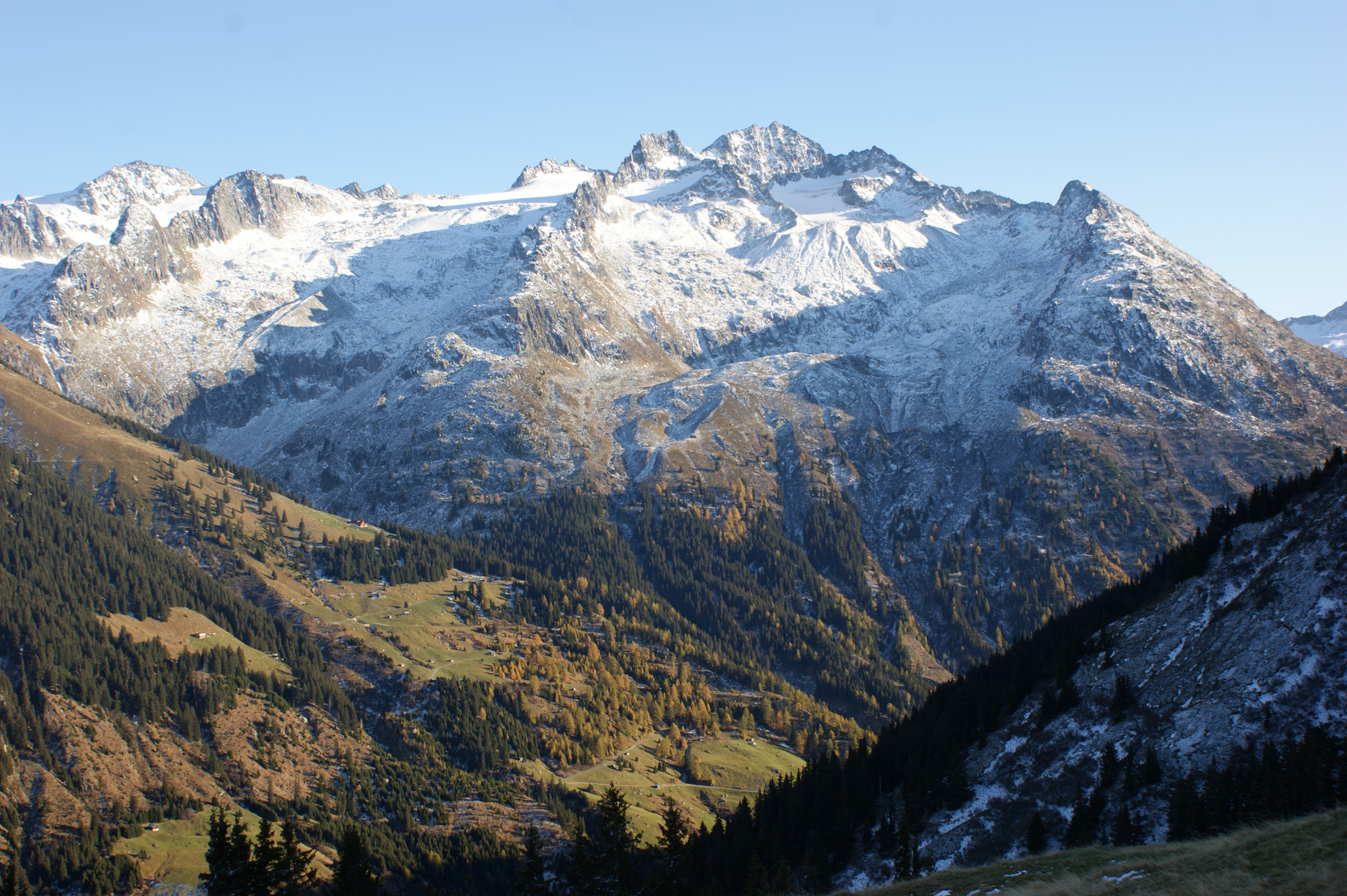
Піц-Медель

На сході межа прямує через перевал Лукманьєр (1915 м н.р.м.), а потім Піц-Ганнареч (3040 м н.р.м.) як найвищу точку в східній частині. 
Геологічно Готтардський масив продовжується до Юберзаксену над глибокою долиною Переднього Рейну. 
Тому перевал Пассо-делла-Грейна (2354 м н.р.м.) вважається межею, а Піц-Медель (3210 м н.р.м.) є найвищою точкою.
Геологічно масив закінчується на північ від Урсерну біля північного підніжжя Готтардського перевалу. 
У більшості описів використовується орографічно характерна лінія Гомс (Рона/Роттен) – Урсерн – Сурсельва (Передній Рейн), але деякі орієнтовані на долини гірські групи також містять гори на півночі (група Дамм ), що означає у групі хребта Даммашток  (3630 м н.р.м.), де бере початок Рона, знаходиться найвища точка.
Валь-Бедретто біля Айроло є найпівденнішою межею. 

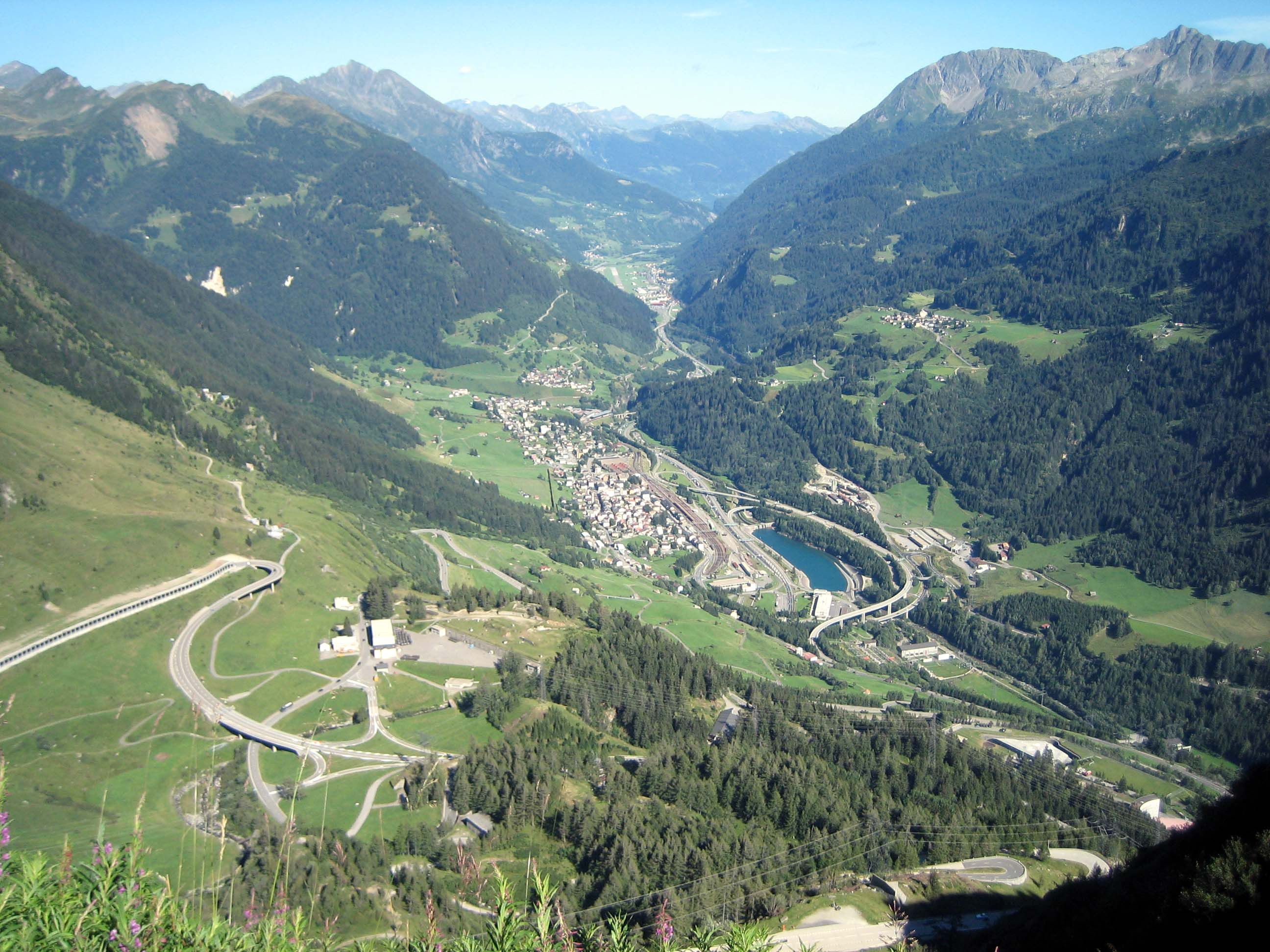
Південне підніжжя біля Айроло (зліва на фото, вид на південний схід з Піццо-дель-Соле

Геологічно південна межа проходить по долині Піора, яка прямує на схід від озера Рітом (за яким приблизно йде SAC ). 

Орографічно тут залишився орієнтований на південь відносно низький хребет між Валле-Левентіна та Валь-ді-Бленіо (Піццо-дель-Соле 2773  м над рівнем моря), який часто включається до Готтардського масиву (Дінер, 
 
SOIUSA ). 
Група також займає особливе місце в загальній структурі Альп, оскільки саме тут пролягає Головний Альпійський хребет, який має відносно чіткий курс у Західних та Східних Альпах, і розділені у Швейцарії розломом Рона — Рейн між Мартіньї та Кур зустрічається з підхребтом, на якому розташовані 4000-метрові вершини центральної Швейцарії, і який розглядається як центральний хребет. 
Через Готтардський перевал проходить головний європейський вододіл. 
Тому багато науковців відносять масив до південної сторони Альп або, принаймні, внутрішньої (італійської сторони) альпійської дуги та об'єднують Готтардський масив разом із Тічинськими Альпами у складі Лепонтійських Альп 
(Дінер,
SOIUSA),
але інші науковці — до Центральних Швейцарських Альп (SAC), 

Загалом, можна знайти наступні межі найпоширеніших систем (долини виділено курсивом, для суто орографічних систем висотні та низькі точки межі з інформацією про висоту):
- Класифікація Швейцарського альпійського клубу (SAC), яка є загальноприйнятою у Швейцарії, класифікує Готтардський масив (найвища вершина: Піццо-Ротондо  3192  м над рівнем моря) як підгрупу (D.3) Центральних Швейцарських Альп або повністю незалежну у відносно вузьких межах:[1]
  - на заході/північному заході: Ульрихен[de] — Обергомс до Глеч[de] → до Східних Бернських Альп  (область Гріндельвальд–Грімзель)
  - на півночі: Глеч – Фурка – Урсен до Андерматт → до Гешенеральп – перевал Фурка – Гримзель
  - на північному сході: Андерматт – Оберальп – Сурсельва до Дізентіс/Муштер → до Остурнерських Альп  (область Оберальпшток і Віндгеллен)
  - на сході: Дізентіс – Валь-Медель[de] до Лукманьєра → до району Лукманьєр-Домлешг
  - на південному сході: від Лукманьєр на захід [4] до Айроло → до району Піора–Піццо-ді-Кларо
  - на півдні: Айроло – Валь-Бедретто[de] до Бедретто → до району Кристалліна–Сассарьєнте
  - на південному заході: від Бедретто через Валь-Бедретто далі до Нуфенен → до Гридоне–перевал Готтард
  - на південному заході/заході: Нуфенен – Егенеталь до Ульрихен → до Симплон – Нуфенського перевалу
- Класифікація за Карлом Дінером  (1891), яка була широко поширена в нешвейцарських німецькомовних областях з XIX сторіччя, встановила межі Готтардського масиву (найвища вершина: Піц-Медель, 3210 м над рівнем моря ) як частину Лепонтинських Альп у Гнейсовому Альпійському хребті у відносно широких межах:[3]
  - на заході/північному заході: Ульріхен  (1346  м над рівнем моря) – Глеч → до групи Фінстерааргорн Бернських Альп
  - на півночі: Глеч – Фурка (2429  м над рівнем моря) – Андерматт  (1447  м над рівнем моря) → до групи Дамма Бернських Альп
  - на північному сході: Андерматт – Оберальп (2044  м над рівнем моря) – Сурсельва до Сумвітга  (Сюррайн 897  м над рівнем моря) → до групи Теді Гларусських Альп
  - на сході: Валь-Зумфітг – Пассо-делла-Грайна  (2354  м над рівнем моря) – Валь-Камадра до Оліфоне — Валь-ді-Бльєніо до Біаска  (303  м над рівнем моря) → до групи Рейнвальдгорн Адульських Альп
  - на півдні: Біаска — Валле-Лефентіна через Айроло — Валь-Бедретто до Пальтано [5] → до Тічинських Альп (частина Лепонтинських Альп)
  - на південному заході/заході: Палтано – Нуфенен (2478  м над рівнем моря) – Ульріхен → до групи Сімплон Лепонтинських Альп

Поняття сусідніх груп зазвичай приблизно відповідають поняттям SAC.
- Згідно з сучасною систематичною категоризацією SOIUSA, масив Готтард, або пасмо Ротондо–Сентрале–Піс-Бальс (для уточнення більш точної концепції), утворює супергрупу B (повне позначення 10.IB) у Монте-Леоне– Санкт-Готардські Альпи  (10.I) як ділянка Лепонтинських Альп  (10). Область знаходиться між вищезазначеними (сусідні групи також є супергрупами):[2]
  - на заході/північному заході: Ульріхен (1346  м над рівнем моря) – Глеч → до пасма Фінстерааргорн–Оберааргорн–Гальмігорн (12.II.A) Бернських Альп (у вужчому та ширшому розумінні)
  - на півночі: Глеч – Фурка (2429  м над рівнем моря) – Андерматт (1447 м над рівнем моря) → до пасмаа Даммасток–Сустенгорн (12.IA) Урійських Альп (Бернські Альпи)
- на північному сході: Андерматт – Оберальп (2044  м над рівнем моря) – Сурсельва до Дізентіса (1142 м над рівнем моря) → до пасма Обералпшток–Кларіден–Шаргорн (13 IA) Остурнських Альп (Гларнерські Альпи)
  - на сході: Дізентіс - Валь-Медель до Лукманьє (1915 м над рівнем моря) – Валле-Санта-Марія до Оліфоне – Валле-ді-Бльєніо до Біаска (303  м над рівнем моря) → до пасмаа Медель-Террі (10.III.A) Адульських Альп (частина Лепонтинських Альп)
  - на південному сході: Валле-Левентіна через Айроло до Озаско → до пасма Кампо-Тенча — Цуккеро — Мадоне-Гроссо (10.II.D) Тічинських і Вербанських Альп[6]
  - на півдні: Осаско – Валле-Левентіна/Валь-Бедретто до Палтано[5] → до пасма Басодіно — Кристалліна — Бієла (10.II.A) Тічинських і Вербанських Альп[6]
  - на південному заході/заході: Палтано – Нуфенен (2478  м над рівнем моря) – Ульріхен → до пасма Монте-Леоне — Блінненгорн (10.II.A) Монте-Леоне — Сен-Готардських Альп

Ця структура відповідає структурі за Дінером без масиву Піц-Медель. Сусідні групи є природними гірськими хребтами і також зазвичай зустрічаються під іншими назвами.
Система біогеографічних регіонів Швейцарії SAEFL поділяє Центральні Альпи  (4), але на перевалі Фурка та від південного схилу Альп (6) на головному хребті відповідно до меж кантонів або долин, так що північно-західні частини Готтардського масиву (з долиною льодовика Рони) (41/WA1), північно-східні частини до Східних Центральних Альп  (42/WA2) і південний схил до Південних Альп  (61/SA1).

## Межі
Готтардський масив розділений на два регіони, один на захід і другий на схід від Готтардського перевалу.
SOIUSA поділяє групу на:
- Група Галліна — Ротондо — Лучендро на заході (B.6)
  - Група Піццо-Галліна[en] (3061 м над рівнем моря) (B.6.a) з Міттагорном[de] (3015 м)
  - Група Піццо-Ротондо[en] (3192 м) (B.6.b) з Вітенвассереншток[en] (3082 м)
  - Група {{|Піццо-Лучендро|||Pizzo Lucendro}} (2963 м) (B.6.c)
- Мережа Піццо-Централе — Піц-Блас на сході (B.7)
  - Група Піццо-Централе[en] (2999 м) (B.7.a)
  - Група Піц-Блас[en] ( 3019 м) (B.7.b)
- Група Соле на південному сході (B.8)
  - Піццо-дель-Соле[en] (2773 м) (B.8.a)
  - Піццо-Моларе[en] (2585 м) (B.8.b).

Розмежуванням трьох підгруп є лінія південь-північ Долина Тремола — Готтгард — Готтгардройс або долина Піора, на схід від Лаго-Рітом.
Третя, південно-східна підгрупа, яка геологічно вже не входить до складу масиву, за системою SAC належить до Тічинських Альп. Дінер вважає гори навколо Піц-Медель частиною Готтардської групи, SAC — частиною Бюндерських Альп, а SOIUSA — частиною Адульських Альп.
SAC поділяється на Муттенгернер і Засгернер, Бласгорн — Піццо-Галліна, Піццо-Неро — Понціоне-ді-Кассина-Баггіо, Хюебоденгорн — Вітенвассереншток, Піццо-Луцендро — Винтергорн, Піццо-Централе - Гемсшток, Піц-Альф — Бадус, Піц-Борель — Піц-Кафраді, Піц-Блас — Піц-Парадіс, Піц-Рондадура — Піц-Ганнареч. 

## Геологія

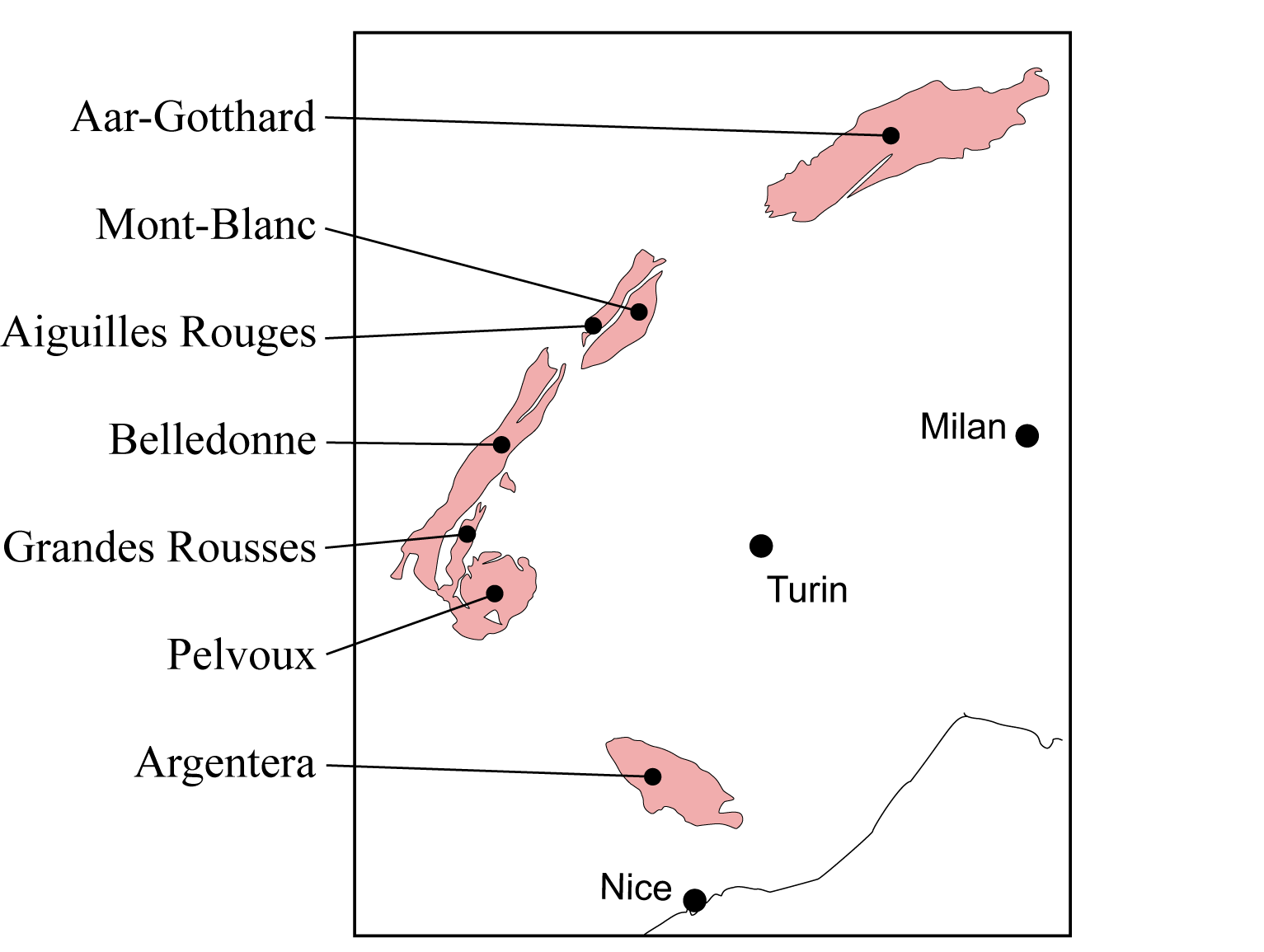
Центральні масиви Альп

Готтардський масив — один із чотирьох центральних масивів Швейцарських Альп разом із масивом Аар, масивом Егюй-Руж/Арпіль і масивом Монблан. 
Геологічно його називають Центральним масивом, тому що, хоча він був стиснутий як кристалічний фундамент, він не був включений у побудову Гельветичного шар'яжу і тому вважається автохтонним. 
Особливо інтенсивне горотворення в масиві Готтард (високий ступінь метаморфізму, сильна внутрішня фоліація) призвело до майже вертикальних контактів (покрив Готтарда з вертикальними структурами) до гельветських відкладень на краях масиву.
На своєму північному краю масив межує з Урсерською зоною мезозою. 
Вона відокремлює масиви Аар і Готтард крутою вузькою ущелиною від Бріг вздовж Рони — Урсерна — Фордеррайнталя (перевал Фурка і Оберальп). У Фордеррайнталі проміжний масив Тафечер (пагорб Бугнай поблизу Зедруну) знаходиться між масивом Аар і зоною Урзерн. 
Південний межа Готтардського масиву проходить через Бріг, Обервалліс, Нуфененпасс, Валь-Бедретто, Айроло, Валь-Канада, Валь-Піора, Піц-Скопі, Грайна, Піц-Тгітшен, Піц-да-Врін до Оберзаксена.
Масив можна розділити по осі схід-захід на північну зону парагнейсів, центральну зону ортогнейсів і південну зону парагнейсів. 
Між ними і переважно в зоні ортогнейсів лежать гранітні тіла Ротондо, Фіббія, Гамсбоден і Медельсер/Крісталліна. 
На всій південній околиці є або тріасові породи, або бюнденський сланець на кристалічному підмурівку Готтардського масиву. 

Переважаючим типом порід Готтардського масиву є гнейс.

## Стратегічне значення
Перші фортеці для забезпечення сполучення північ-південь побудовані в районі фортеці Готтард в 1890-х роках (Мотто-Бартола, Форте-Айроло, Госпіс). 
У цьому районі були деякі з найважливіших об'єктів Швейцарського редуту, великі фортечні споруди, такі як Сан-Карло, Фоппа-Гранде та Сассо-да-Пінья, які знову були значно розширені або перебудовані під час Другої світової війни, щоб використовувати Швейцарські Альпи як район відступу для захисту армії від можливого вторгнення німецьких та італійських військ.

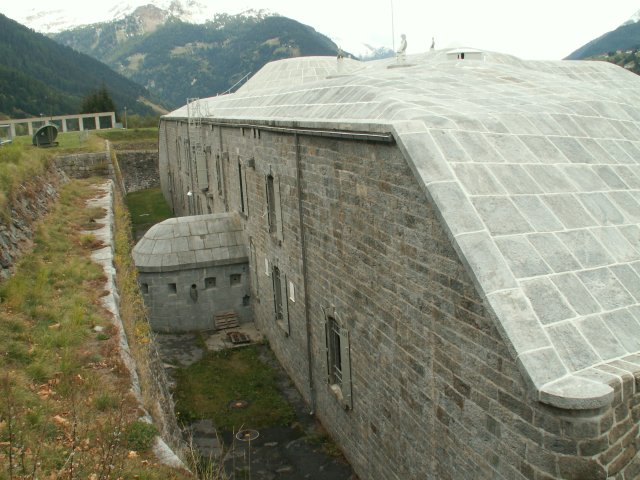
Форте-Айроло
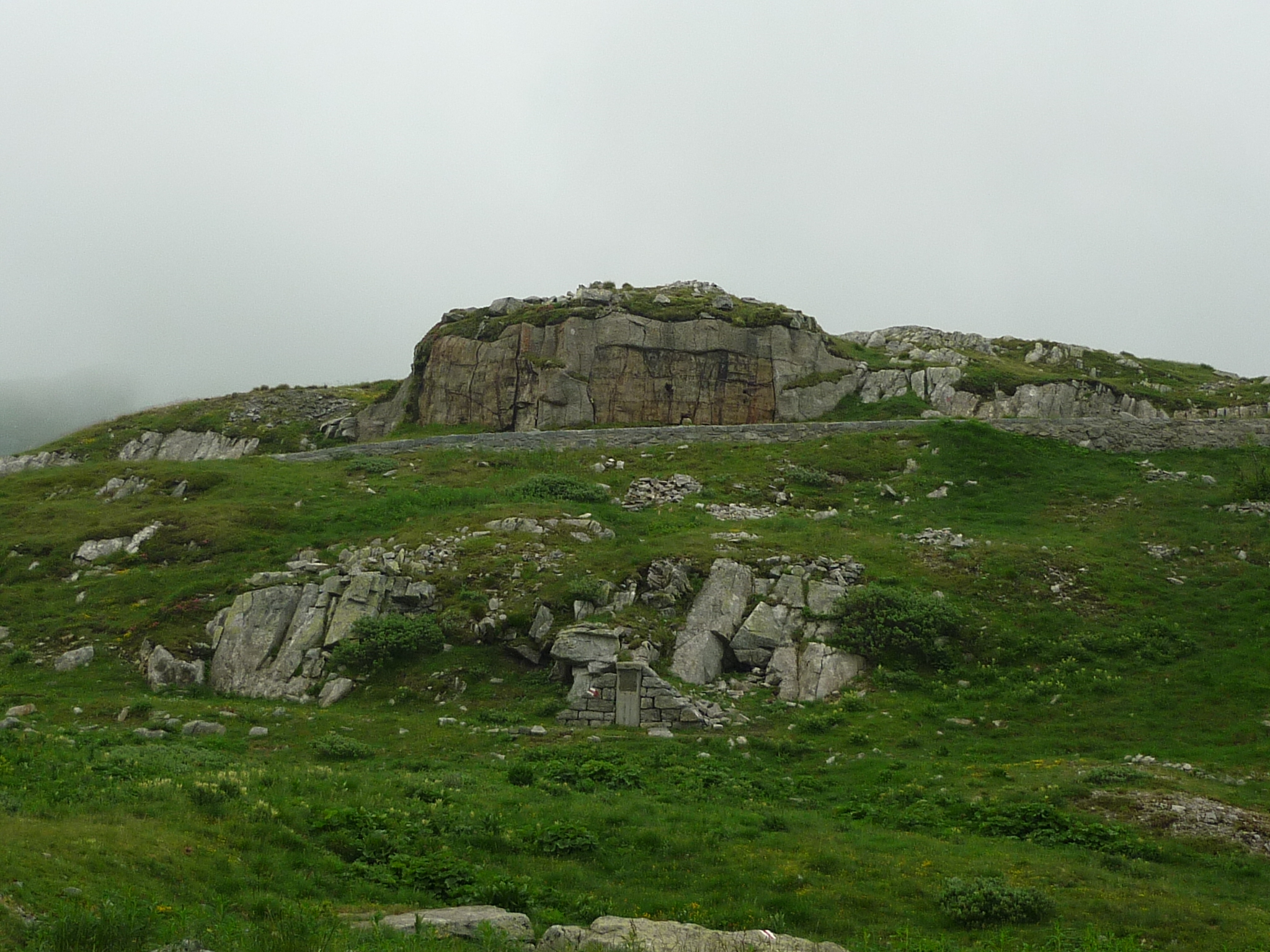
Бункер Готтардської фортеці Сассо-да-Пінья біля озера Селла

## Транспорт
Перевали Готтард (2108 м) і Лукманьєр (1984 м) ведуть через гірський масив Готтард у напрямку північ-південь, тоді як у напрямку схід-захід маршрут прямує через перевали Оберальп (2044 м), Урсерен та Фурка (2431 м).
Через масив Готтард прокладено тунелі: Готтардський залізничний тунель (1882), Готтардський автомобільний тунель (1980) і Готтардський базисний тунель (2016), (як частина Нового залізничного сполучення через Альпи).

## Вододіл
Головний європейський вододіл між Середземним і Північним морями проходить через масив Готард. 
Тут, на північний схід від Піццо-Ротондо, також знаходиться точка вододілу Північного моря, західної частини Середземного моря та Адріатики. 
Дві річки-витоки Рейну (до Північного моря й Атлантики), Фордеррайн і Гінтеррайн, мають витоки на схід від Готтардського масиву, а на півночі Ройс, притока Ааре, яка впадає в Рейн біля Вальдсгута і Кобленца, а на заході — Рона, яка починається біля льодовика Рона і впадає в Середземне море, а на півдні — Тічино, притока По, яка впадає в Адріатику.

## Інтернет-ресурси
- Vier-Quellen-Weg [Архівовано 29 червня 2017 у Wayback Machine.] — offizielle Homepage
- Sasso San Gottardo — Erlebnisse im Gotthardfels [Архівовано 26 жовтня 2014 у Wayback Machine.], NZZ vom 24. August 2012